# Némésis (roman de Philip Roth)
Pour les articles homonymes, voir Némésis (homonymie).
Némésis (titre original en anglais : Nemesis) est un roman de l'écrivain américain Philip Roth, publié aux États-Unis le 5 octobre 2010 aux éditions Houghton Mifflin Harcourt, traduit en français et publié en France le 4 octobre 2012. C'est le dernier tome du « cycle Némésis », qui se trouve être aussi le dernier roman publié de Philip Roth.

## Écriture du roman
Écrit entre 2008 et 2009, Némésis est le dernier roman de son auteur et paraît aux États-Unis en octobre 2010.
Le 27 septembre 2012, Philip Roth évoque, lors d'un entretien accordé à Michel Schneider pour l'hebdomadaire Le Point, la possibilité d'un arrêt de l'écriture de fiction. Il confirme quelques jours plus tard cette annonce – et l'étend à toute publication majeure – lors d'une interview accordée à Nelly Kaprièlian pour Les Inrockuptibles,.

## Résumé
Eugene « Bucky » Cantor est professeur de gymnastique, en charge durant l'été 1944 d'un centre de sport municipal de Weequahic le quartier juif de Newark dans le New Jersey. Brillant athlète et lanceur de javelot de haut niveau, une sévère myopie l'a empêché de s'enrôler dans l'armée pour combattre sur le théâtre européen ou dans le Pacifique. Il se sent coupable parce que durant toute sa jeunesse – recueilli par ses grands-parents après la mort en couches de sa mère et l'abandon de son père emprisonné pour vol – son grand-père l'avait éduqué dans la perspective d'un destin héroïque. En juin 1944, une épidémie de poliomyélite éclate dans le district italien de Newark et se propage rapidement dans d'autres zones de la ville. Rapidement des enfants du centre de Bucky tombent malades et trois d'entre eux meurent en quelques jours. Bucky tente alors d'assumer son rôle d'encadrement : son combat sera de réconforter, protéger ces enfants, et tenter de consoler les familles frappées. La présence de son futur beau-père, un médecin, lui permet aussi de rationaliser un peu la situation et de ne pas céder à la panique qui petit à petit envahit les familles de condition modeste.

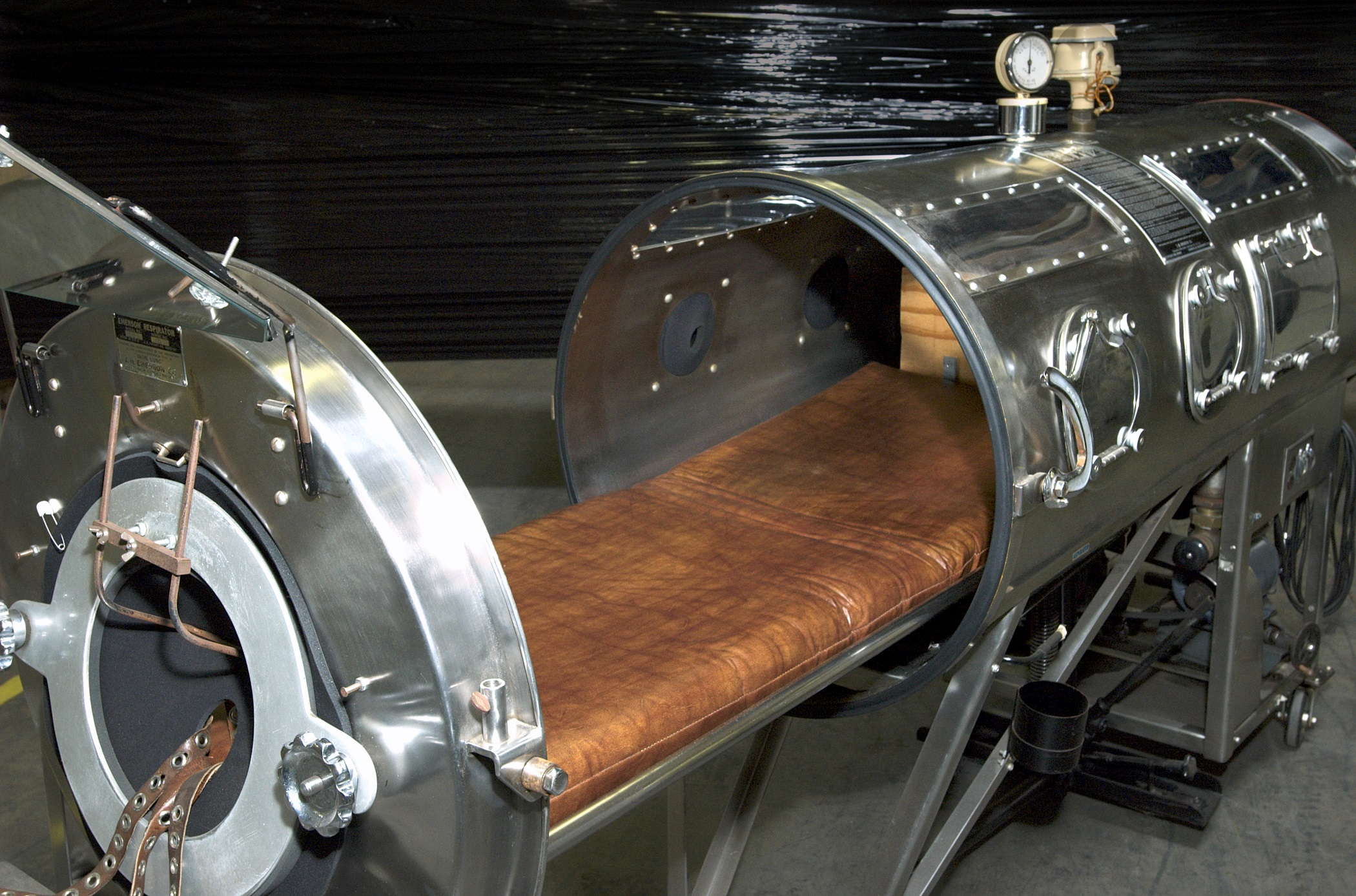
Un poumon d'acier utilisé lors des périodes de plus forte prévalence de la poliomyélite dans les années 1940, période d'action du roman.

Bucky s'interroge cependant sur les raisons de l'épidémie : il n'adopte pas un point de vue scientifique – la maladie était mal connue à l'époque – ni une interprétation providentielle, qui en aurait fait un châtiment divin frappant aveuglément tous les enfants. Inquiète, sa fiancée Marcia, qui travaille dans un camp d'été en Pennsylvanie, lui propose de venir la rejoindre ; elle a obtenu pour lui de son directeur un poste de maître-nageur. Alors que sa position morale le pousse à continuer le travail entrepris à Newark, Bucky désire retrouver Marcia et se convainc qu'il ne sera pas moins utile auprès d'elle. Il souhaite aussi échapper à la torpeur morbide de la ville. Il accepte donc l'offre et la rejoint avec enthousiasme, étouffant ses scrupules. Après quelques jours, un premier cas de polio éclate dans le camp, puis rapidement deux autres. Bucky peut être porteur du virus et il finit par tomber malade lui aussi.
Vingt-sept ans ont passé et Bucky, à qui la polio a laissé un profond handicap, travaille dans une station-service de Newark. Un ancien enfant du centre sportif de Weequahic, lui aussi touché par le virus, vient à le reconnaître et l'interpelle. Tous deux décident de déjeuner régulièrement ensemble. Bucky pour la première fois se confie sur les évènements de l'été 1944 et lui détaille sa vie qu'il a menée depuis. Marqué dans son corps par la maladie et dans son âme par le double sentiment de culpabilité vis-à-vis de lui-même et de son rôle dans la propagation probable de l'épidémie, il a rompu, dès l'hôpital, tous les liens qui l'attachaient à Marcia et s'est refusé à l'épouser malgré ses supplications. Sacrifice personnel, mortification et questionnements métaphysiques ont depuis lors rempli son existence brisée.

## Réception critique
Alain Finkielkraut pour Le Monde fait une analyse, enthousiaste, du roman et souligne le rôle de l'hubris dans la tragédie qui frappe Bucky Cantor, mais non pas celle de l'homme tout puissant qui ne connaît plus de limite et se voit frappé par Némésis, la déesse de la vengeance, mais l'« hubris de la raison » que le héros a « confondue avec l'intelligence » et au nom de laquelle il a cherché les raisons du « pourquoi » il fut, les enfants et lui, touché aveuglement par la maladie et la mort.
Lors de son bilan littéraire de l'année le magazine culturel Les Inrocks inclut ce livre dans les 25 meilleurs livres de l'année 2012.

## Éditions
- (en) Nemesis, éditions Houghton Mifflin Harcourt, 2010  (ISBN 9780547318356)
- Némésis, trad. Marie-Claire Pasquier, coll. « Du monde entier », éditions Gallimard, 2012  (ISBN 978-2070127207) ; puis coll. « Folio » no 5735, éditions Gallimard, 2014  (ISBN 9782070456611), 272 p.